# Bunda

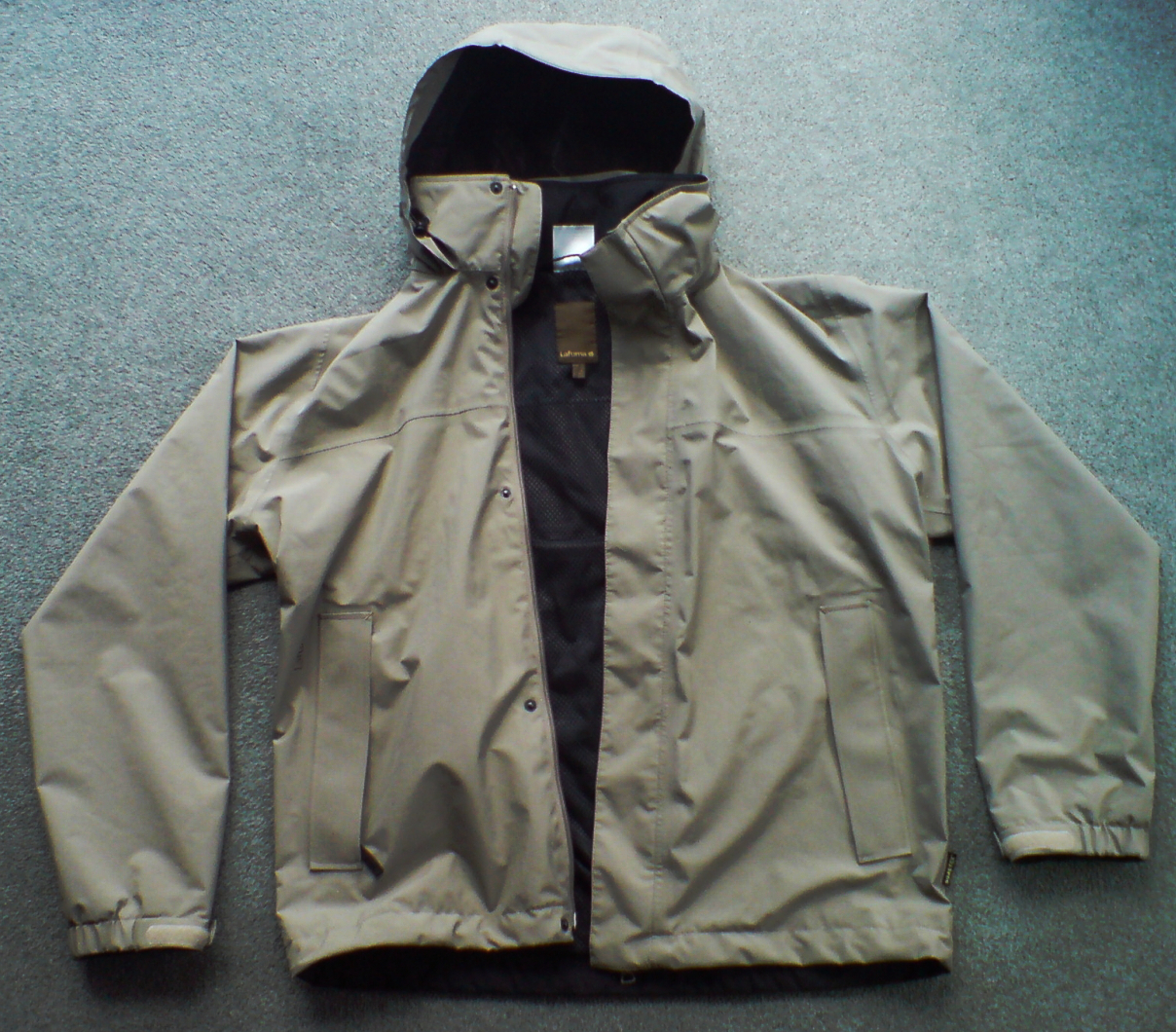
Bunda typu větrovka s kapucí

Bunda je základní část svrchního oblečení. Pokrývá horní část těla a ramena. Vpředu je otevřená od krku směrem dolů. Zapínání může být řešeno mnoha způsoby jako jsou knoflíky, háčky nebo zip či vázání. Jde o pánský, dámský nebo dětský oděv určený na jaro, podzim a zimu. Chrání před chladným a mrazivým počasím, nebo větrem a deštěm. Bunda je šitá z různých materiálů, například z kůže, polyesteru a elastanu nebo jeansoviny, nikdy ne však z vlněných tkanin a vlněných směsí. Bunda může mít prošívání, nebo polstrování. Bunda působí uvolněnějším a ležérnějším dojmem. Bunda obvykle může být kratší – do pasu, či delší. Některé typy bund jsou často zaměňovány za kabát.
Základní účel bundy spočívá v ochraně před špatným počasím a dobré volnosti při pohybu. Bunda i kabát od svého vzniku prošly mnoha změnami a to jak, vizuálními, tak pojmovými. Nejvíce typickým příkladem je zřejmě jistý typ dámské parky, která se pohybuje na pomezí slovního pojmu bunda, ale i také kabát. Rozdíl mezi delší bundou parkou a klasickým kabátem je však evidentní. Klasická bunda je většinou šitá z umělých vláken. Je kladen důraz na povrch bundy, který je hlavně tvořen z nepromokavých materiálů. Klasickou bundu často zdobí kapuce proti dešti, délka klasické bundy je krátká, většinou po boky. Klasická bunda vyniká ležérním, až velmi sportovním vzezřením. Ke klasické bundě není možné obléci formální oblečení. Naproti tomu parka má všechny podobné vlastnosti jako bunda, avšak se liší v zásadě délkou (je delší než bunda), kvůli které bývá často zaměňována za kabát. Parka bývá delší a také často mívá kožešinu na kapuci. Podobné vlastnosti má i například dlouhá prošívaná bunda. I ta může být často zaměňována za kabát. Rozdíly jsou ale velké. To, co můžeme označit za bundu, je zejména její volnočasový, neuhlazený vzhled a obtížné ladění s formálním oblečením. A naopak. To, co můžeme označit, jako kabát, je jeho elegantnější, či upravenější vzhled v podobě vlněného materiálu a jeho snadné ladění s formálním oblečením.

## Základní typy
- Softshellové bundy – patří sem bundy, které jsou určené na méně chladné počasí (přelom jara-léta, přelom léta-podzimu). Jde o krátké a tenké bundy.
- Outdoorové bundy – mají vylepšenou povrchovou i vnitřní úpravu proti nevlídnému počasí. Jsou určeny k delšímu pobytu venku za nepříznivého počasí. Více chrání proti větru, dešti i mrazu. Jsou to takzvané funkční bundy. Mají speciální funkce, které jsou zastoupeny v bundě buďto jednotlivě, nebo všechny společně. Tím se například nabízí možnost vlastnit jednu bundu s jednou funkcí proti větru, nebo jednu bundu, která má hned dvě funkce a to odolnost proti větru a mrazu. Bundy mají krátkou i dlouhou délku.
- Bunda s kapucí a kožíškem – tyto bundy většinou vynikají svým módním vzhledem. Důraz je kladen na módně provedené detaily, zejména na kapuci a kožíšek. Jsou vyráběné v krátké i dlouhé délce.
- Parka (anorak) – jedná se o bundy delší délky, které mají v pase stahování na šňůrku a kapuci. Typická je pro tuto bundu barva khaki.
- Kožená bunda – vyrobená z vyčiněné kůže zvířat. Používá se jako funkční oděv nebo módní oblečení. Jako funkční oděv ji nosí například motocyklisté, v první polovině 20. století byla užívána piloty (letecké bundy).
- Ponča
- Vesty
- Džínové bundy
- Nepromokavé bundy